# Operacja Awak
Operacja Awak (hebr. מבצע אבק, Miwca Awak) – izraelska operacja logistyczna przeprowadzona podczas I wojny izraelsko-arabskiej w dniach 23 sierpnia – 21 października 1948. W jej trakcie Siły Powietrzne Izraela dostarczyły zaopatrzenie do żydowskich osiedli izolowanych przez wojsko egipskie na pustyni Negew.

## Tło wydarzeń
Na początku XX wieku Żydzi podjęli duży wysiłek przeprowadzając na dużą skalę rozbudowę osiedli rolniczych w Mandacie Palestyny. W 1941 i 1942 rozpoczęto penetrację północnej i zachodniej części pustyni Negew, w celu określenia możliwości rozwoju przyszłych osad na tym terenie. Po pozytywnie zakończonych pierwszych próbach, w 1943 założono trzy osady, które miały być pozycją wyjściową do dalszego osadnictwa. Powstały wówczas kibuce Gewulot, Rewiwim i Bet Eszel. Następnie w październiku 1946 zrealizowano plan budowy 11 osad obronnych na Negewie (hebr. 11 הנקודות, 11 HaNekudot). Powstały wówczas kibuce Be’eri, Galon, Chacerim, Kedma, Kefar Darom, Miszmar ha-Negew, Newatim, Nirim, Szowal, Tekuma i Urim. Ich powstanie stworzyło dużą żydowską enklawę istniejącą pośrodku terytorium zamieszkałego w większości przez Arabów. Założenie tych ostatnich osiedli było żydowską odpowiedzią na Plan Morrison-Grady w sprawie podziału Palestyny i odegrało kluczową rolę przy podejmowaniu ostatecznej decyzji nad końcowym kształtem Rezolucji Zgromadzenia Ogólnego ONZ nr 181 (29 listopada 1947).
W maju 1948 w Palestynie rozpoczęła się I wojna izraelsko-arabska, która była kontynuacją wojny domowej w Mandacie Palestyny (1947-1948). Na froncie południowym, część pustyni Negew, pas wybrzeża i większą część Judei zajęły wojska egipskie. Po ustabilizowaniu się linii frontu w głębi pustyni Negew pozostała izolowana żydowska enklawa, która od początku wojny była całkowicie pozbawiona dostaw zaopatrzenia. W drugiej fazie wojny Izraelczycy skoncentrowali swoje działania na próbie stworzenia korytarza komunikacyjnego z tymi osiedlami. Przeprowadzono dwie nieudane operacje militarne: operację An-Far (9-15 lipca) i operację Mawet la-polesz (16-18 lipca). W dniu 18 lipca rozpoczął się drugi rozejm. W okresie tym przeprowadzono operację GJS 1 (27 lipca) i operację GJS 2 (30 lipca – 2 sierpnia). Zakończyły się one niepowodzeniem i nie udało się otworzyć korytarza komunikacyjnego.
W międzyczasie, w dniu 12 sierpnia Czechosłowacji rozpoczęła demontaż pasa startowego Žatec, położonego przy mieście Žatec. Był on wcześniej wykorzystywany przez izraelskie samoloty podczas operacji Balak (31 marca – 12 sierpnia 1948). Samoloty te mogły być teraz wykorzystane do misji transportowych na terenie Izraela. Równocześnie rozbudowano bazę lotniczą Ekron, której oficjalne otwarcie miało miejsce 17 sierpnia. Następnie 103 Eskadra przeprowadziła na lotnisku ćwiczenia, sprawdzając jego zdolności do przeładunku dużych ilości towarów.

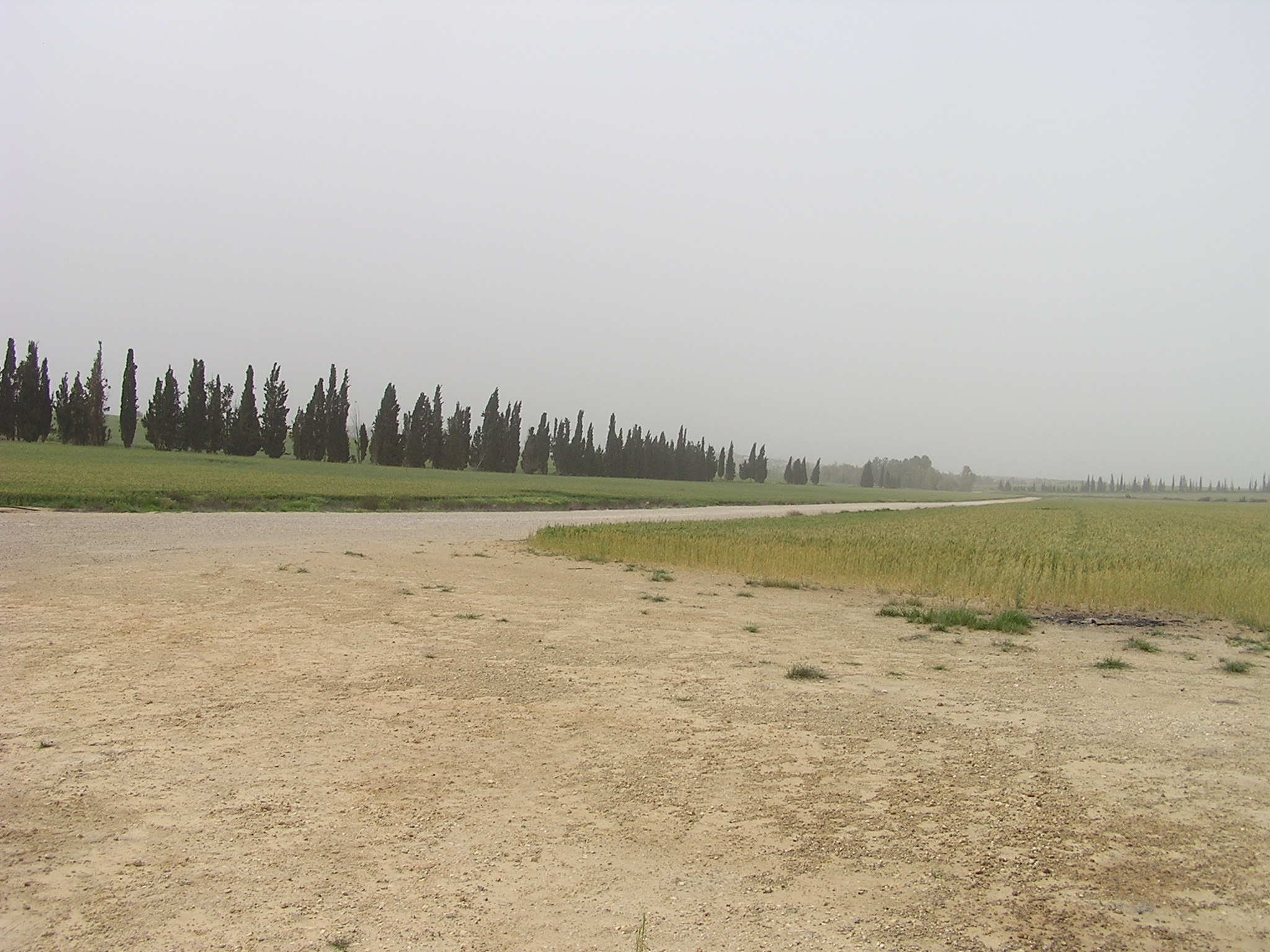
Pas startowy Awak 1 przy kibucu Ruchama

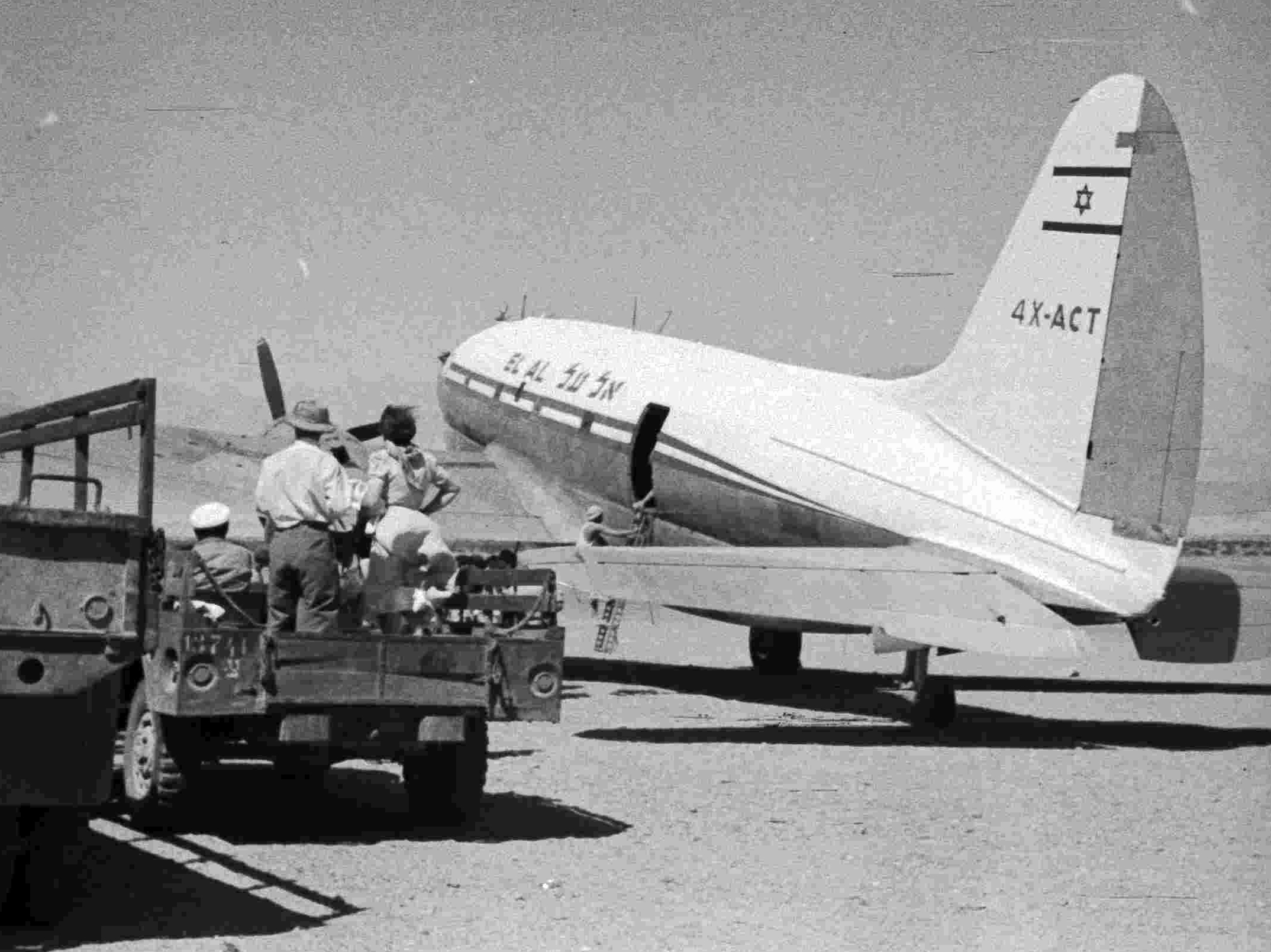
Curtiss C-46 Commando

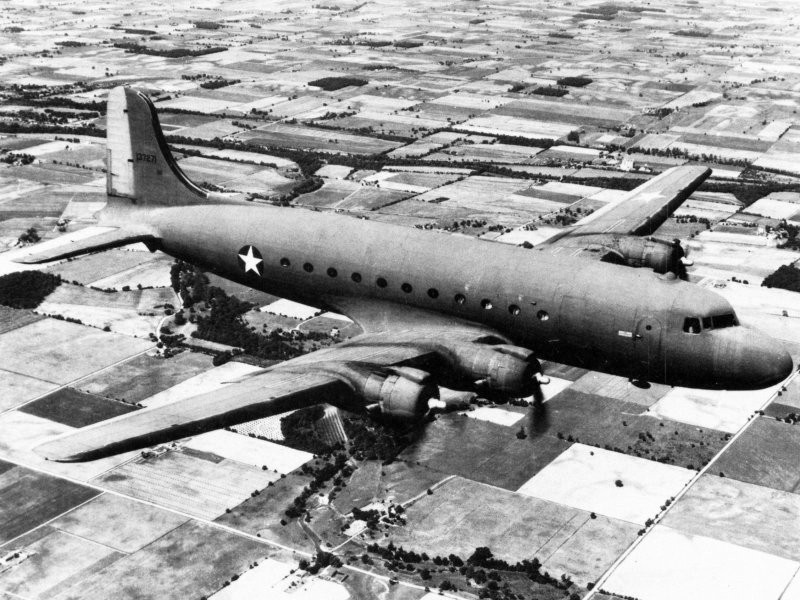
Douglas C-54 Skymaster

W dniach 18-19 sierpnia Izraelczycy przeprowadzili trzecią próbę dostarczenia zaopatrzenia do osiedli na pustyni Negew. Tym razem konwój został bezpośrednio zaatakowany przez egipskie siły i poniósł straty. Tylko jeden samochód dotarł do celu. W tym samym dniu Sztab Generalny Sił Obronnych Izraela uznał, że w obecnej sytuacji na froncie południowym nie ma możliwości na bezpieczne dostarczenie zaopatrzenia do osiedli na pustyni Negew drogą lądową. Zdecydowano się na drogę powietrzną. Plan operacji Awak przewidywał przewiezienie samolotami 2000 ton żywności, paliwa i innych towarów. Miało również nastąpić uzupełnienie składu osobowego wyczerpanej i zdziesiątkowanej Brygady Negew, której siły wzmocniono batalionem Brygady Jiftach.
Pierwszym zadaniem było znalezienie odpowiedniej lokalizacji dla pasu startowego na pustyni Negew. Znaleziono takie miejsce w dniu 19 sierpnia pomiędzy kibucami Ruchama i Szowal. W ciągu następnych trzech dni wyrównano teren i przygotowano pas startowy Awak 1 o długości 1122 metrów i szerokości 35 metrów. W międzyczasie duże ilości zaopatrzenia przetransportowano do bazy lotniczej Ekron, a jednostki Brygady Jiftach potajemnie przedostały się pomiędzy egipskimi pozycjami, docierając w rejon żydowskiej enklawy na Negewie.

## Przebieg operacji
Pierwsze loty operacji Awak rozpoczęły się w dniu 23 sierpnia 1948. Pierwszy samolot wylądował na pasie startowym Awak 1 wieczorem o godzinie 18:00, wzbudzając przy tym duże tumany kurzu i pyłu. Stąd wzięła się nazwa lotniska i całej operacji, ponieważ hebrajskie słowo „awak” oznacza „pył”. Pomimo że planowano transportować 14-15 ton towarów dziennie, pierwszego dnia przewieziono 29 ton. Początkowo w operacji uczestniczyły samoloty transportowe Douglas C-54 Skymaster i Curtiss C-46 Commando, oraz samoloty pasażerskie Lockheed Constellation.
W ciągu następnych dni lotnisko wyposażono w generator prądu oraz oświetlenie elektryczne pasa startowego. Dzięki temu już w trzecim dniu osiągnięto wielkość 75 ton przewożonych ładunków, i poziom ten utrzymano aż do końca operacji. Jednym z powodów dla którego zwiększono wielkość przewożonych ładunków był strach przed silnymi opadami deszczu, których spodziewano się w jesienno-zimowych miesiącach. Opady te mogły w znacznym stopniu zakłócić działalność pasa startowego. W ten sposób, przez większość czasu trwania operacji wykonywano osiem lotów dziennie. Aby zwiększyć moce przewozowe do grupy transportowej dołączyły samoloty Douglas C-47 Dakota i Noorduyn Norseman.
W celu zapewnienia bezpieczeństwa operacji, wokół pasu stratowego rozlokowały się jednostki Brygady Jiftach. Napotkała ona przy tym na duże trudności, ponieważ zdobywała ona doświadczenie bojowe w walkach w Galilei. Teraz przyszło jej prowadzić działania operacyjne w płaskim pustynnym terenie. Wymagało to od dowódców i ich żołnierzy zmienienia przyzwyczajeń i nauczenia się nowej taktyki zabezpieczenia pola walki, prowadzenia nocnych patroli i organizowania zasadzek. Siły Brygady Negew skoncentrowały się na ochronie osiedli żydowskich. Wszystkie te działania obronne słusznie podjęto, ponieważ na początku września egipskie wojska zaczęły poszukiwać sposobów na zakłócenie działalności izraelskiego pasa stratowego przy kibucu Ruchama. Egipcjanie usiłowali przeniknąć przez izraelskie linie obronne i w trakcie tych działań doszło do serii drobnych starć wśród okolicznych wzgórz. Skończyły się one, gdy Brygada Jiftach przejęła kontrolę nad strategicznymi wzgórzami Tell al-Kuneitra, Tell al-Najjila i Tell al-Muleiha. Przez dwa następne dni (7-8 września) odpierała ona na tych pozycjach egipskie kontrataki. Następnie w dniu 29 września Izraelczycy zajęli kolejne dwa wzgórza Tell al-Hesi i Khirbet Mahaz, z których można było ostrzeliwać lotnisko z artylerii. Egipcjanie odbili następnego dnia Khirbet Mahaz. W nocy z 1 na 2 października izraelscy żołnierze ponownie zajęli Khirbet Mahaz, i przez kolejne dwa dni odpierali ataki egipskiej piechoty wspierane przez czołgi i artylerię. 4 października Egipcjanie przeprowadzili zmasowany ciężki ostrzał artyleryjski całej okolicy, i zmechanizowane siły 4 Brygady zajęły Khirbet Mahaz. Jednak jeszcze tego samego dnia Izraelczycy zdołali powrócić na swoje pozycje. Następnego dnia osiem samolotów myśliwskich Supermarine Spitfire wspierało bombardowaniami egipskie kontrataki, nie zdołali jednak osiągnąć żadnego sukcesu. 6 października Egipcjanie ponowili ataki, przeprowadzając natarcie piechoty wspieranej przez 12 pojazdów opancerzonych od północy. Izraelczycy zdołali jednak rozlokować własną artylerię na wzgórzu Tell al-Najjila, i jej ogień powstrzymał natarcie. W walce zniszczono dwa egipskie pojazdy opancerzone. Po południu Egipcjanie wycofali się na północ.
Tymczasem Izraelczycy poszukiwali odpowiedniej lokalizacji na drugi pas startowy. W dniu 10 października oddano do eksploatacji pas Awaka 2 położony przy położonym bardziej na południu kibucu Urim. Jeszcze tej samej nocy wylądował tam pierwszy samolot z zaopatrzeniem. Operacja Awak była prowadzona do 21 października, kiedy to podczas operacji Jo’aw (15-22 października) zniesiono blokadę żydowskich osiedli na pustyni Negew i przywrócono komunikację lądową.

## Reakcje i następstwa
operacja Awak zakończyła się powodzeniem. Wykonano ogółem 417 lotów, przewożąc 2235 ton zaopatrzenia i 1911 osób na Negew. Ewakuowano 5098 osób do centralnej części kraju. Operacja wzmocniła siły żydowskiej enklawy na pustyni Negew, umożliwiając jej odegranie aktywnej roli podczas operacji Jo’aw. Brygada Negew została gruntownie przebudowana. Wzmocniono ją dodatkowym tysiącem żołnierzy, wraz z nowym uzbrojeniem i zapasami amunicji. Operacja podniosła także morale Izraelczyków na południowym froncie.